# Семиологија
Семиологија (grč. semeios знак, особина) је наука о знацима (симболима) тј. општа наука о свим системима знакова који се појављују у човековом друштвеном животу (језик, обичаји, комуницирање). Она се развила средином 20. века, иако је човеков интерес за знакове настао веома рано, вероватно, појавом човека као свесног бића. Зачетницима семиологије можемо сматрати Платона, Аристотела, св. Августина и др.

## Назив
Осим назива семиологија, користи се и назив семиотика који је 1867. године створио Чарлс Сандерс Пирс, амерички филозоф прагматичарске школе (1839–1914; семиотика је стално превођење знакова у друге знакове). Фердинанд де Сосир је у свом Курсу опште лингвистике ову науку назвао семиологијом, па од тог тренутка паралелно постоје два термина - семиологија (углавном на франкофоном подручју) и семиотика (англофоно подручје).

## Подела
Чарлс Морис је извршио поделу семиотике на:
1. семиолошку семантику - проучава однос између знака и онога што је њиме означено.
2. семиолошку синтаксу - бави се односима међу знаковима унутар система.
3. семиолошку прагматику - изучава релације између знакова и човека који их употребљава.

## Познати постсосировски лингвисти - структуралисти
1. Луис Хјемслев
2. Ерик Буисенс
3. Пјер Жирард
4. Џорџ Мунин
5. Луј Пријето

## Знак
Основни проблем при дефинисању семиологије и њеног подручја је питање како се одређује знак. Знак је, у најширем смислу те речи, свака појава која за човека означава неку другу појаву: Човек, дакле, интерпретира знак, он иза њега очитава неки други изванзнаковни феномен. Такође, знак може бити ограничен само на оне феномене који за човека нешто означавају, а употребљавају се у међусобној комуникацији.

### Часописи и серијали књига
- American Journal of Semiotics, John Deely, Editor, & Christopher Morrissey, Managing Editor—from the  Архивирано на веб-сајту  (1. септембар 2018).
- Applied Semiotics / Sémiotique appliquée (AS/SA) Архивирано на веб-сајту  (26. децембар 2018), Peter G. Marteinson & Pascal G. Michelucci, Editors.
- Approaches to Applied Semiotics[мртва веза] (2000–2009 book series), Thomas Sebeok et al., Editors.
- Approaches to Semiotics[мртва веза] (1969–97 book series), Thomas A. Sebeok, Alain Rey, Roland Posner, et al., Editors.
- Biosemiotics, Morten Tönnessen, Alexei SHarov, Timo Maran, Editors-in-Chief—from the International Society for Biosemiotic Studies.
- Center for Semiotics Архивирано на веб-сајту  (6. мај 2013), Aarhus University, Denmark.
- Cognitive Semiotics, Per Aage Brandt & Todd Oakley, Editors-in-Chief.
- Cybernetics and Human Knowing, Søren Brier, Chief Editor.
- International Journal of Marketing Semiotics, George Rossolatos, Chief Editor.
- International Journal of Signs and Semiotic Systems (IJSSS), Angelo Loula & João Queiroz, Editors.
- Open Semiotics Resource Center. Journals, lecture courses, etc.
- The Public Journal of Semiotics, Paul Bouissac, Editor in Chief; Alan Cienki, Associate Editor; René Jorna, Winfried Nöth.
- S.E.E.D. Journal (Semiotics, Evolution, Energy, and Development) Архивирано на веб-сајту  (25. фебруар 2013) (2001–7), Edwina Taborsky, Editor—from SEE Архивирано на веб-сајту  (3. мај 2012).
- The Semiotic Review of Books Архивирано на веб-сајту  (15. децембар 2018), Gary Genosko, General Editor; Paul Bouissac, Founding Editor.
- Semiotica, Marcel Danesi, Chief Editor—from the International Association for Semiotic Studies.
- Semiotiche, Gian Paolo Caprettini, Managing Director; Andrea Valle & Miriam Visalli, Editors. Some articles in English. Home site seems gone from Web, old url  no longer good, and Wayback Machine cannot retrieve.
- Semiotics, Communication and Cognition[мртва веза] (book series), Paul Cobley & Kalevi Kull, Editors.
- Semiotics: Yearbook of the Semiotic Society of America, Jamin Pelkey, Editor—from the  Архивирано на веб-сајту  (1. септембар 2018).
- SemiotiX New Series: A Global Information Bulletin Архивирано на веб-сајту  (15. децембар 2018), Paul Bouissac et al.
- Sign Systems Studies, Kalevi Kull, Kati Lindstrom, Mihhail Lotman, Timo Maran, Silvi Salupere, Peeter Torop, Editors—from the Dept. of Semiotics, University of Tartu Архивирано на веб-сајту  (4. март 2016), Estonia.
- Signs and Society, Richard J. Parmentier, Editor.
- Signs: International Journal of Semiotics. Martin Thellefsen, Torkild Thellefsen, & Bent Sørensen, chief eds.
- Tartu Semiotics Library Архивирано на веб-сајту  (4. март 2016) (book series), Peeter Torop, Kalevi Kull, Silvi Salupere, Editors.
- Transactions of the Charles S. Peirce Society, Cornelis de Waal, Chief Editor—from The Charles S. Peirce Society.
- Versus: Quaderni di studi semiotici, founded by Umberto Eco.